# Черепов, Вадим Георгиевич
Вадим Георгиевич Черепов (род. 25 июня 1934) — советский, российский дипломат. Чрезвычайный и полномочный посол (23 марта 1992).

## Биография
Окончил Московский государственный институт международных отношений (МГИМО) МИД СССР (1959) и Высшую дипломатическую школу МИД СССР (1972). На дипломатической работе с 1959 года.
- В 1959—1961 годах — дежурный референт генерального консульства СССР в Бомбее (Индия).
- В 1961—1963 годах — секретарь генерального консульства СССР в Бомбее.
- В 1963—1964 годах — референт Отдела Южной Азии МИД СССР.
- В 1964—1965 годах — атташе Отдела Южной Азии МИД СССР.
- В 1965—1970 годах — сотрудник Посольства СССР на Цейлоне.
- В 1970—1979 годах — первый секретарь Отдела Южной Азии МИД СССР, первый секретарь, советник Посольства СССР в Бангладеш.
- В 1979—1990 годах — советник, заведующий сектором Отдела Южной Азии МИД СССР, генеральный консул СССР в Мадрасе (Индия), эксперт Консульского управления МИД СССР.
- В 1990—1992 годах — заместитель начальника Консульского управления, заместитель начальника Консульской службы МИД СССР/России.
- С 27 марта 1992 по 31 декабря 1997 года — чрезвычайный и полномочный посол Российской Федерации в Туркмении[2][3].

## Семья
Женат, имеет дочь.